# Comtat d'Angulema

Ubicació del comtat d'Angulema

El comtat d'Angulema, més tard ducat, fou una jurisdicció feudal sorgida en temps dels successors de Carlemany.
El primer comte Turpió va morir en combat contra els normands i el va substituir el seu germà Emenó, comte de Poitiers del qual va passar (amb Poitiers) al seu parent Vulgrí que va iniciar una nissaga. La sobirania feudal va passar als reis d'Anglaterra amb l'Aquitània. La nissaga dels comtes d'Angulema coneguts per Tallaferro es va extingir i l'hereva Isabel de 14 anys (algunes fonts l'esmenten com Joana), promesa d'Hug de Lusignan, comte de La Marche, va ser segrestada cap al 1200 pel rei anglès Joan sense Terra que s'hi va casar amb només 14 anys; Isabel va tornar a la mort de Joan el 1216 i es va casar amb el seu promès Hug, que va iniciar la nissaga dels Lusignan que es va extingir en quatre generacions amb la mort de Guiu i el comtat va passar a la corona francesa el 1307. El 1317 va ser concedit al comte Felip d'Évreux, marit de Joana d'Albret, reina de Navarra i d'ell va passar al seu fill Carles II, i al fill d'aquest Carles III, ambdós reis de Navarra. El 1404 el Comtat d'Angulema i el d'Évreux foren bescanviats pel ducat de Nemours i així Angulema va tornar a la corona francesa. Va passar als comtes d'Orleans i quan el comte Francesc va arribar a rei es va tornar a incorporar a la corona.

## Ducat d'Angulema
Francesc I el va convertir el 1515 en un ducat pairia (per a la seva mare) que va subsistir fins a la revolució. Després del 1815 el títol el va recuperar el rei Carles X de França fins al 1836 que va passar al seu fill Lluís Antoni d'Angulema que fou efímerament Lluís XIX de França. Lluís Antoni va portar el títol del 1836 al 1844. El ducat es va formar amb el comtat, els principats de Cognac i Chabanes (Chabannais), les baronies de La Rochefoucauld, Ruffec, Montbron, Villebois i Montmoreau, i les senyories de Jarnac, Châteauneuf, Montignac i Bassac.

## Llista de comtes d'Angulema
- Maracari comte 561-569 i després bisbe d'Angulema (569 a 576)
- Desconegut 569-580
- Nantí (nebot de Maracari) 580-?
- Comtes desconeguts vers 600-839
- Turpió 839-863
- Emenó de Poitiers 863-866
- Vulgrí I 866-886
- Alduí I 886-916 (fill)
- Ademar d'Angulema 916-926 (ex-comte de Poitiers, casat amb Sancia, filla de Guillem I de Poitiers comte de Perigord, fill gran de Vulgrí)
- Guillem I Tallaferro 916-945 (fill d'Alduí I)
- Ademar II 945-? (fill)
- Bernat de Périgeux 945-? (junt amb el seu germà Ademar II)
- Arnald I Voratio ?-c. 952 (fill)
- Guillem II Talleyrand 952-973 (germà)
- Ramnulf de Périgueux 973-975 (germà)
- Arnald II Manser 975-989 (fill de Guillem I Tallaferro)
- Guillem III Tallaferro 989-1028 (fill)
- Alduí II Tallaferro 1028-1031 (fill)
- Jofré Tallaferro 1031-1047 (germà)
- Folc Tallaferro 1048-1087 (fill)
- Guillem IV Tallaferro 1087-1120 (fill)
- Vulgrí II Tallaferro 1120-1140 (fill)
- Guillem V Tallaferro 1140-1179 (fill)
- Vulgrí III Tallaferro 1179-1181 (fill)
- Guillem VI Tallaferro 1181-1186 (germà)
- Aimar 1186-1202 (germà)
  - Bertomeu de lo Puèi, governador anglès 1202-1217
  - Matilde d'Angulema 1181-1219 (filla de Vulgrí III), en part de 1181 a 1194, pretendenta de tot el comtat de 1200 a 1219
  - Hug I de la Marca i d'Angulema i IX de Lusignan 1189-1219 (marit), en part de 1189 a 1194, pretendent de tot el comtat de 1200 a 1219
- Isabel d'Angulema reconeguda hereva 1194-1202, comtessa retinguda 1202-1217, pretendenta 1217-1219, comtessa 1219-1246 (filla d'Aimar, també esmentada com Joana)
- Hug II de la Marca i d'Angulema i X de Lusignan) 1208-1249 (marit, comte també de La Marca i senyor de Lusignan)
- Hug III de la Marca i d'Angulema i XI de Lusignan) 1249-1250 (fill, comte també de La Marca i senyor de Lusignan)
- Hug IV de la Marca i d'Angulema i XII de Lusignan) 1250-1282 (fill, comte també de La Marca i senyor de Lusignan)
- Hug V de la Marca i d'Angulema i XIII de Lusignan) 1282-1303 (fill, comte també de La Marca i senyor de Lusignan)
- Guiu I de Lusignan 1303-1307 (germà, comte també de La Marca i senyor de Lusignan)
- Joana de Lusignan (juntament amb la seva germana monja Isabel) 1307-1308
- comtat de la corona francesa per venda 1308-1317
- Felip I d'Evreux 1317-1343
- Carles I d'Evreux 1343-1387 (Carles II de Navarra el Dolent, Carles I d'Angulema) (fill)
- Carles II d'Evreux 1387-1404 (Carles III de Navarra el Noble) (fill), confiscat pel rei de França el 1350 va emprar el títol com Carles II
- Carles de la Cerda o Carles II (conestable), 1350-1354
- A la corona 1354-1394
- Lluís I d'Orleans i d'Angulema 1394-1407
- Joan d'Orleans I d'Angulema el Bo 1407-1467 (fill, comte també de Perigord)
- Carles d'Orleans III d'Angulema 1467-1496 (fill)
- Francesc 1496-1515 (després de 1515 rei de França, aportant el comtat a la corona.

## Llista de ducs d'Angulema
- Lluïsa de Savoia 1515-1531 (mare de Francesc I) (duquessa de Nemours, d'Alvèrnia, del Borbonesat i de Chatellerault, comtessa del Maine, de Beaufort, de Clermont-en-Beauvaisis, i de Gien)
- a la corona 1531-1540
- Carles IV d'Angulema i II d'Orleans 1540-1545 (Duc d'Orléans, del Borbonesat i de Châtellerault, Comte de La Marche i de Clermont-en-Beauvaisis
- a la corona 1545-1551
- Enric I d'Angulema 1551-1574 (Duc d'Orléans, Duc d'Anjou i duc del Borbonesat, rei de Polònia) (després Enric III de França)
- Enric II d'Angulema 1574-1582 (fill natural d'Enric II de França i germanastre d'Enric III)
- Diana d'Angulema 1582-1619 (Duquessa de Châtellerault i d'Etampes) (filla il·legítima d'Enric III)
- Carles de Valois V d'Angulema 1619-1650 (comte també d'Alvèrnia, de Clermont-en-Beauvaisis i de Ponthieu) (fill natural de Carles IX de França)
- Lluís Manel d'Angulema 1650-1653 (Duc de La Guiche, Comte d'Alvèrnia, de Clermont-en-Beauvaisis, de Lauragais, i de Ponthieu) (fill)
- Maria Francesca d'Angulema 1653-1696 (filla usufructuaria)
- Lluís de Lorena II d'Angulema (també Lluís de Guisa II de Lorena) 1653-1654 (duc de la Guiche i Joyeuse) (marit, co-usufructuari)
- Nua-propietat a la corona 1654-1675
- Elisabet d'Orleans 1675-1696 (duquessa d'Alençon) (filla de Gaston duc d'Orléans), nua propietaria
- a la corona 1696-1710
- Carles Manel de Berry 1710-1714 (conegut per Carles de França duc de Berry)
- a la corona 1714-1773
- Carles Felip d'Angulema 1773-1775 (Carles X de França + 1836) (duc d'Alvèrnia, de Mercoeur, de Berry i de Châteauroux, comte d'Artois, de Poitou, d'Argenton, de Ponthieu, de Llemotges i d'Alvèrnia i vescomte de Llemotges)
- Lluís Antoni d'Artois (1775 † 1844), fill gran de Carles comte d'Artois (Carles X de França) va rebre el títol nominal de comte d'Angulema 1775-1824.
- abolició dels drets feudals 1789